# Черноклювая американская кукушка
Черноклю́вая америка́нская куку́шка (лат. Coccyzus erythropthalmus) — вид птиц из рода американских кукушек семейства кукушковых. Первое научное описание вида было сделано Александром Вильсоном в 1811 году.
Обитает эта птица на территории многих стран Северной Америки, на зимовку она улетает в Южную Америку. В рацион птицы входят многие виды насекомых, бо́льшую часть составляют гусеницы. Птицу очень трудно заметить среди деревьев, поскольку верх её туловища окрашен в оливково-коричневый цвет и сливается с листвой. Её месторасположение может выдать песня, отдалённо напоминающая голос обыкновенной кукушки — ускоренное «ку-ку-ку-ку-ку». В отличие от многих видов кукушек, эта птица не является гнездовым паразитом. Пара черноклювых американских кукушек вьёт гнездо и растит своих птенцов.

## Описание

### Внешний вид
Средних размеров птица с длиной туловища 30 см. Масса тела в среднем составляет 54 г у самок и 47 г у самцов. Верх туловища окрашен в оливково-коричневый, подбородок, горло и брюшко — белые, нижняя сторона хвоста — полосатая. Клюв чёрный. Глаза окружены кольцом красной кожи. И самец, и самка окрашены одинаково.

### Голос
Песня состоит из серий (до 5) коротких звуков «ку-ку-ку».

## Размножение

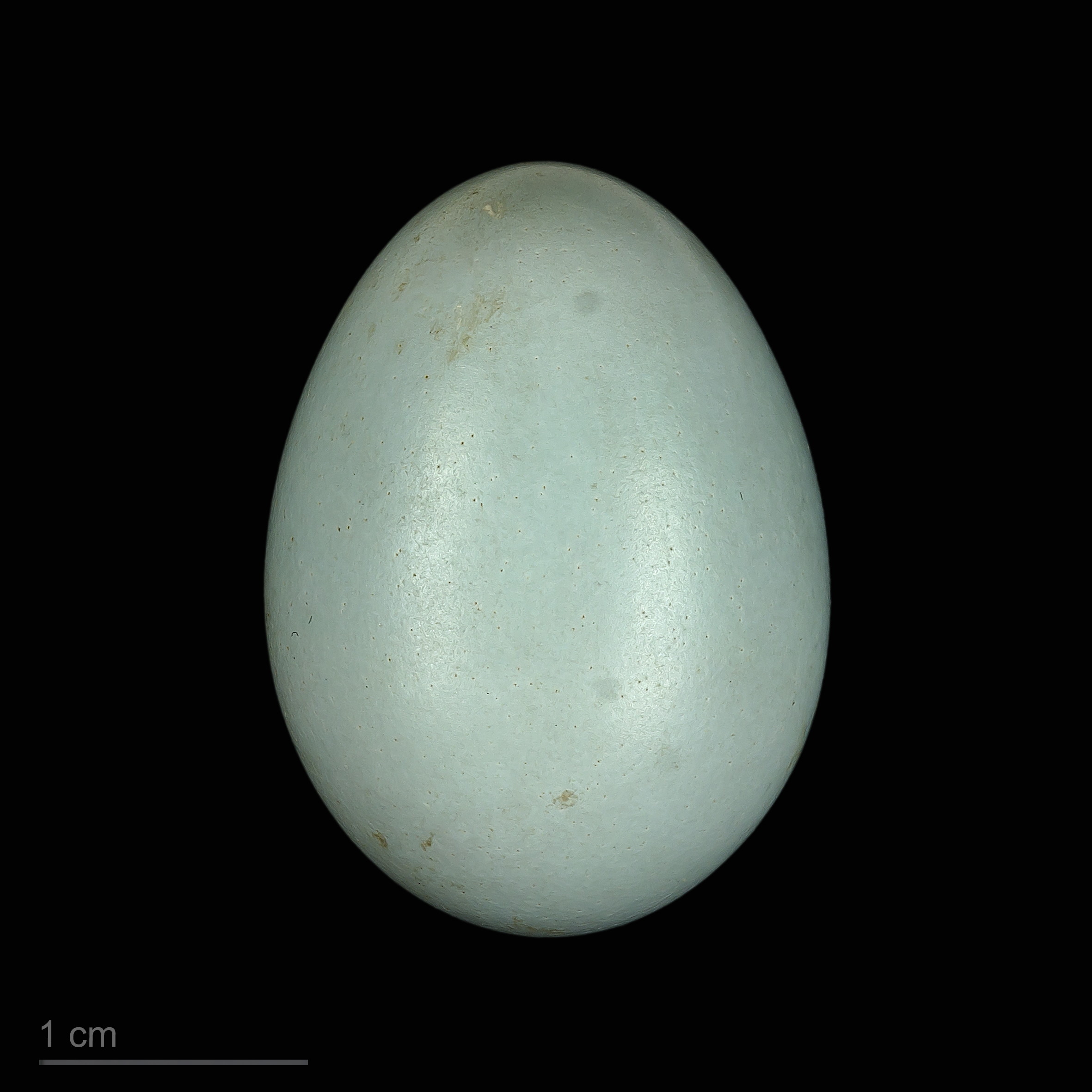
яйцо Coccyzus erythropthalmus - Тулузский музей

Черноклювые американские кукушки — заботливые родители: и самец, и самка делят между собой обязанности по заботе о потомстве. Самка строит чашеобразное гнездо из веточек и располагает его невысоко над землёй на ветках кустарника или дерева. Подстилка в гнезде состоит из листьев и травы. Период размножения приходится на май — сентябрь.

## Питание
Черноклювая американская кукушка питается насекомыми, преимущественно гусеницами разных видов. Кроме этого, она ловит лягушек, мелких ящериц, рыбу и ест яйца других видов птиц.

## Распространение
Перелётная птица. Гнездится на территории США и Канады, зимует в Южной Америке. Селится в лесах и зарослях кустарника.

## Дополнительные ссылки
- Голос черноклювой американской кукушки на сайте xeno-canto.org